# Barry Richardson
Barry Richardson (* 5. August 1969 in Wallsend, England) ist ein englischer Torwarttrainer und Fußballtorwart.

## Werdegang

### Karriere als Spieler
Richardson begann seine Spielerlaufbahn in der Saison 1988/89 bei AFC Sunderland, er wurde jedoch ohne Einsatz an Seaham Red Star ausgeliehen. Von 1989 bis 1991 spielte er für den FC Scarborough in der niedrigsten englischen Profiliga. 1991 kam er für kurze Zeit zu Stockport County, bevor er zu Northampton Town wechselte, wo er bis 1994 blieb und in über 100 Spiele in der Football League Fourth Division und Football League Third Division eingesetzt wurde. Während der Saison 1994/95 spielte er für Preston North End und von 1995 bis 2000 für Lincoln City, mit denen er den Aufstieg in der Football League Second Division schaffte. Nach Ausleihen an Mansfield Town (1999) und Sheffield Wednesday (2000), spielte er in den folgenden Jahren für Doncaster Rovers, Gainsborough Trinity und Halifax Town.

### Karriere als Trainer
2005 wurde Richardson Torwarttrainer bei den Doncaster Rovers, 2008 bei Nottingham Forest, 2009 bei Cheltenham Town. Er war 2010 Torwarttrainer bei Peterborough United und wechselte im Januar 2014 zu Wycombe Wanderers, die in der Football League Two spielen. Er ist weiterhin als Spieler registriert, blieb jedoch lange ohne Einsatz. Am 30. Januar 2016 gab er sein Pflichtspieldebüt für die Wycombe Wanderers im Alter von 46 Jahren und 178 Tagen in der Viertligapartie bei Plymouth Argyle, als er in der 15. Spielminute für den verletzten Alex Lynch eingewechselt wurde. Richardson blieb ohne Gegentor, Wycombe gewann das Auswärtsspiel 1:0.